# ممثل مساعد
الممثل الداعم أو ممثل مساعد هو الممثل الذي يلعب دورًا في مسرحية أو فيلم أسفل الممثل الرئيسي وفوق دور بسيط . ونظراً لأهمية هذا الدور، تمنح صناعة المسرح والسينما جوائز منفصلة لأفضل الممثلين المساعدين من الذكور والإناث.